# Gabunspecht

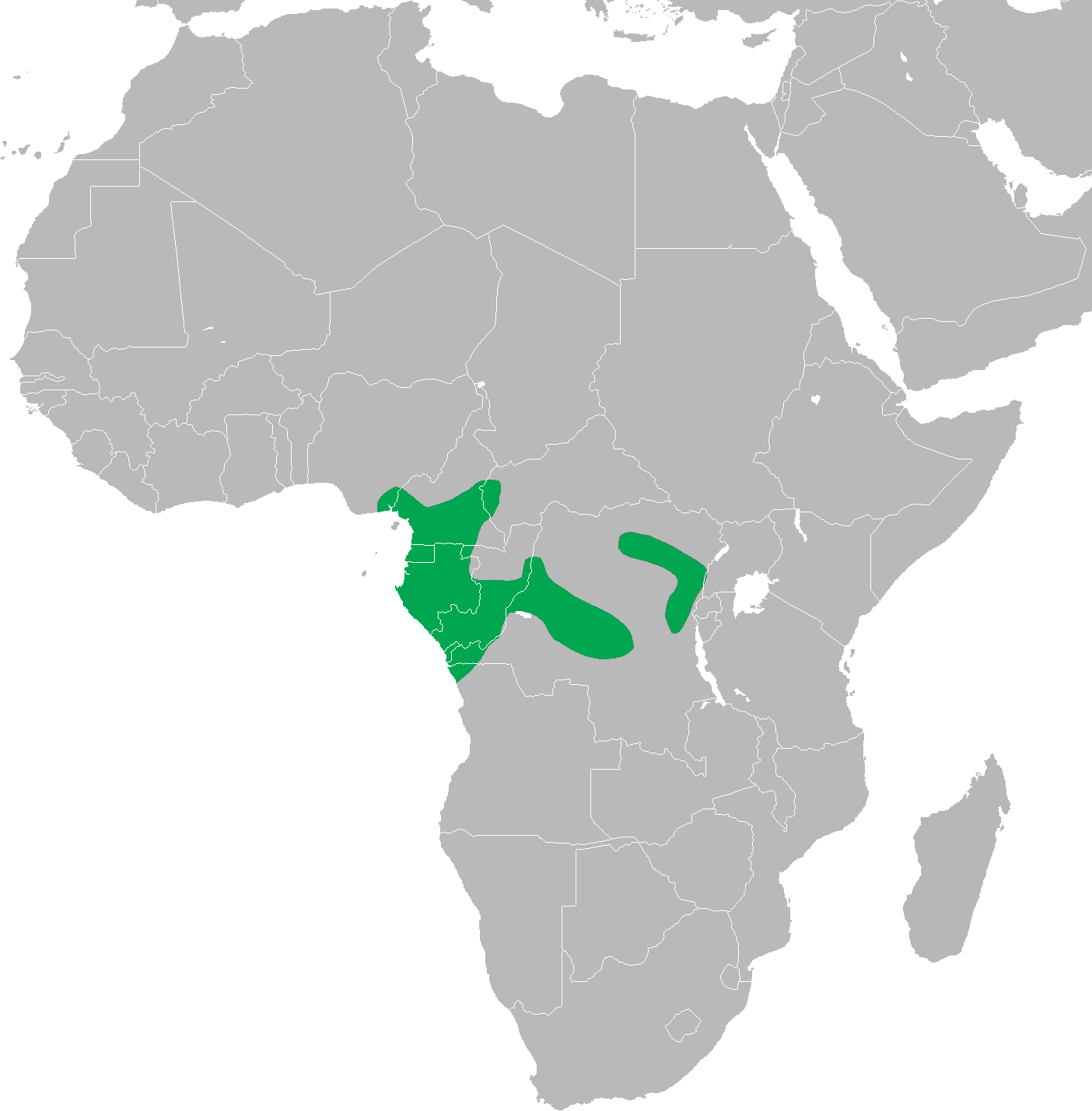
Verbreitungsgebiet des Gabunspechts (grün)

Der Gabunspecht (Dendropicos gabonensis, Syn. Chloropicus gabonensis) ist eine Vogelart aus der Familie der Spechte (Picidae).
Der Düsterspecht (Dendropicos lugubris) wurde früher als eine Unterart (Ssp.) des Gabunspechtes angesehen und dann als Dendropicos gabonensis lugubris bezeichnet.
Der Vogel kommt im westlichen Zentralafrika, in Angola, in der Demokratischen Republik Kongo, in Kamerun, Nigeria, Uganda und in der Zentralafrikanischen Republik vor.
Der Lebensraum umfasst Waldränder, hohen Sekundärwald, Übergänge zu landwirtschaftlich genutzten Flächen bis 1400 m Höhe.
Die Art ist Standvogel.
Das Artepitheton bezieht sich auf Gabun.

## Merkmale
Der Vogel ist etwa 14 bis 17 cm groß und wiegt 24 bis 30 g. Es ist ein kleiner, dunkler Specht mit schlichtem Olivgrün auf Rücken, Flügeln und Schwanz, er hat eng gestreifte Kopfseiten, eine gelbliche, breit und kräftig gestrichelte, gefleckte und gebänderte Unterseite. Das Männchen trägt Rot hinten am Scheitel und am Nacken, das Weibchen ist hier dunkelbraun gefärbt.
Die Stirn und der vordere Scheitel sind olivbraun, selten mit blasser Strichelung, die Ohrdecken sind kräftig braun gestrichelt und nach unten durch einen gelbbraunen Kinnstreifen begrenzt. Zusätzlich findet sich ein dünner brauner Malarstreifen und ein wenig deutlicher weißer Überaugenstreif. Kinn und Kehle sind weißlich mit braunen Flecken oder Streifen. Die Oberseite ist grün, an Rumpf und Mantel eventuell mit angedeuteter Bänderung, die braunen Flugfedern haben grüne Ränder, die Schwanzoberseite ist oliv mit grünlich-braunen Rändern und dunkler Spitze. Die Unterseite ist blass gelblich. Die Brust trägt eine punktartige Strichelung, deutlicher in Richtung Bauch, die Flanken sind gebändert. Die Flügelunterseite ist gelblich-weiß mit braunen Punkten, die Schwanzunterseite gelblich-grün. Der recht kurze Schnabel ist dunkelgrau bis schwärzlich, an der Basis und dem Unterschnabel blasser. Die Iris ist rot bis rotbraun, die Beine sind braun-grün bis gelb-grün.
Vom Düsterspecht (Dendropicos lugubris) unterscheidet die Art sich durch mehr Grün auf der Unterseite, dem Schwanz, die dichtere Strichelung der Unterseite und die dunkler gezeichneten Halsseiten.
Jungvögel haben mehr Grün, mattere Farben und braune Augen.

## Geografische Variation
Es werden folgende Unterarten anerkannt:
- D. g. reichenowi (Sjöstedt, 1887), – Südnigeria und äußerster Südwesten Kameruns
- D. g. gabonensis (J. P. Verreaux & J. B. É. Verreaux, 1851), Nominatform, – Südkamerun bis Zentralafrikanische Republik, Demokratische Republik Kongo, Westuganda und Nordangola

## Stimme
Der Ruf wird als klingendes, trillerndes Rasseln “zh-dzeeeep”, schnell wiederholtes “dzhaah, dzhaah, dzheep” oder harsches “trree-trree-trree” beschrieben.

## Lebensweise
Die Nahrung besteht aus Insekten, hauptsächlich Ameisen und Larven, die meist als Paar im Unterholz und in Baumwipfeln gesucht werden durch Stochern und Sammeln, auch durch Picken und Entfernen von Rinden- oder Holzstücken.
Gebrütet wird in Baumhöhlen.

## Gefährdungssituation
Die Art gilt als nicht gefährdet (Least Concern).